# Massacre de l'usine AZTRA
Le massacre de l'usine AZTRA est un massacre qui a lieu en Équateur, à La Troncal, dans la province de Cañar, le 18 octobre 1977. Ses victimes sont des travailleurs de l'entreprise Azucarera Tropical Americana (AZTRA), spécialisée dans le traitement de la canne à sucre. Alors que les ouvriers en grève revendiquant l'application d'un intéressement de 20 % sur les bénéfices occupent les installations, la police intervient violemment dans l'après-midi pour les en déloger, faisant 26 morts selon les autorités, plus de 100 morts selon les syndicats.

## Contexte
De 1972 à 1979, l'Équateur est gouverné par un régime militaire, tout d'abord dirigé par le général Guillermo Rodríguez Lara, de 1972 à 1976, puis de 1976 à 1979 par un triumvirat regroupant deux généraux et un amiral représentant l'armée de terre, l'armée de l'air et la Marine. C'est sous le gouvernement de ce triumvirat que se produit la grève de l'usine AZTRA. Malgré ce contexte, les mouvements sociaux se développent au cours des années 1970 dans le pays, avec notamment en mai 1977 l'organisation d'une grève nationale unitaire par les trois principales centrales syndicales du pays. Ce renforcement des luttes syndicales va de pair avec un renforcement des politiques répressives menées par le gouvernement à leur encontre.
Sur le plan local, les années 1970 représentent aussi une période d'organisation des travailleurs en syndicats et comité d'entreprise. Les près de 4 000 travailleurs obtiennent de la direction de l'usine AZTRA, fondée en 1964 et propriété de l'État depuis 1972, deux contrats collectifs en 1974 puis 1976 prévoyant notamment un intéressement des travailleurs à hauteur de 20 % des bénéfices de l'entreprise. Toutefois, en août 1977, le gouvernement décrète une hausse des prix du sucre et supprime en septembre 1977 l'intéressement de 20 %. En septembre 1977, les travailleurs demandent au ministère du Travail, le rétablissement de cet intéressement, ainsi qu'une plus grande stabilité de l'emploi et de meilleures grilles de rémunération. C'est sur ces revendications non satisfaites qu'est décidée la grève du 18 octobre.

## La journée du 18 octobre 1977
Le 18 octobre 1977, les ouvriers de l'usine AZTRA se mettent en grève afin d'obtenir satisfaction de leurs revendications, en particulier sur l'intéressement de 20 % des bénéfices. Ils occupent leur usine, où ils sont rejoints dans l'après-midi par des membres de leur famille. Vers 17 heures, un détachement de plus de cent policiers fortement armés tente de les déloger, donnant un délai de 2 minutes aux quelque 2 000 personnes qui occupent l'usine pour évacuer les lieux, avant de procéder à des tirs de gaz lacrymogènes puis des tirs à balle réelle face au refus des travailleurs, pour certains armés de machettes. Dans le mouvement de foule qui s'ensuit, de nombreuses personnes tombent dans un canal d'irrigation, tandis que, selon les grévistes, d'autres sont blessées ou tuées par balles avant d'être jetées dans ce même canal par les forces de polices. Tandis que le bilan officiel s'établit à 26 morts (officiellement de noyade ou de crise cardiqaque), des bilans non officiels se basant entre autres sur le nombre d'ouvriers manquant à l'usine pendant les jours qui ont suivi, font état de plus de cent morts ou disparus ce jour-là. À 20 heures, le commandant des forces de polices, le major Díaz, fait savoir à sa hiérarchie que sa mission a été complètement accomplie,. 

## Suites et commémorations du massacre
La journée du 18 octobre met fin à l'occupation de l'usine. Les principaux dirigeants du mouvement sont arrêtés puis emprisonnés, tandis que la localité de La Troncal, où le mouvement se poursuivait, est placée sous contrôle militaire. La nouvelle du massacre se propage rapidement dans le pays, d'autres travailleurs de l'industrie sucrière (entreprises 'San Carlos et Valdez) se mettent en grève en solidarité avec ceux d'AZTRA, tandis que des manifestations d'ouvriers et d'étudiants se produisent à divers endroits du pays en guise de protestation. Lors du retour à la démocratie et des premières élections présidentielles en 1979, Jaime Roldós Aguilera promet qu'il n'y aura ni pardon ni oubli pour les responsables du massacre. Toutefois, quand il prend le pouvoir en août 1979, aucune poursuite n'est engagée contre les auteurs de la répression. Une commission d'enquête est nommée par l'Assemblée nationale, mais elle se contente de mettre à pied deux juges de la province de Cañar.
En 2011, le président Rafael Correa fait sien le bilan de plus de 100 victimes avancé par les syndicats, et promet de faire édifier un monument pour commémorer cet événement tragique. En octobre 2014, l'Assemblée nationale de l'Équateur décrète le 18 octobre « journée de la dignité du travailleur équatorien de la canne à sucre » (día de la dignidad del zafrero ecuatoriano). L'Assemblée demande également la mise en place d'une Commission de la vérité pour éclaircir les faits, établir une liste exacte des victimes afin de pouvoir ériger un mémorial où seraient inscrits leurs noms au sein de l'enceinte législative, et le cas échéant poursuivre en justice les responsables. Le 18 octobre 2014, la commémoration du massacre qui a lieu chaque année à La Troncal autour du « Monument au coupeur de canne » (monumento al zafrero), devient donc pour la première fois une célébration officielle.

## Histoire postérieure de l'usine AZTRA
Le 22 juin 1994, après un mouvement social de plusieurs mois, le gouvernement privatise l'usine AZTRA au bénéfice du groupe Isaías pour la somme de 100 000 dollars, préférant cette vente pour une somme que les syndicats jugent dérisoire au projet de reprise par les travailleurs. Dans les mois qui suivent, 3 500 d'entre eux sont licenciés, ce qui en fait le licenciement de masse le plus important dans l'histoire de l'Équateur. En 2008, l'usine est de nouveau nationalisée avec d'autres biens de la famille Isaías au sein d'une holding Ecudos, administrée par le fonds public No más impunidad (Plus d'impunité). En septembre 2011, la sucrerie, la troisième d'Équateur par sa production, est de nouveau privatisée avec le reste de la holding Ecudos au bénéfice du groupe péruvien Gloria qui acquiert 70 % des actions pour 133,8 millions de dollars, tandis que les travailleurs espèrent pouvoir obtenir un crédit public pour pouvoir investir dans les 30 % restants.